# Townsendia texensis
Townsendia texensis là một loài thực vật có hoa trong họ Cúc. Loài này được Larsen miêu tả khoa học đầu tiên năm 1927.